# Ken'ichi Kaga
Ken'ichi Kaga (加賀 健一 Kaga Ken'ichi?, Akita, 30 de septiembre de 1983) es un exfutbolista japonés que jugaba como defensa.

## Trayectoria

### Clubes
| Club                       | País  | Año       |
| -------------------------- | ----- | --------- |
| Júbilo Iwata               | Japón | 2002-2011 |
| Consadole Sapporo (cedido) | Japón | 2005-2006 |
| F. C. Tokyo                | Japón | 2012-2014 |
| Urawa Reds                 | Japón | 2015-2016 |
| Montedio Yamagata          | Japón | 2017-2019 |
| Blaublitz Akita            | Japón | 2020-2024 |

## Palmarés

### Títulos nacionales
| Título         | Club         | País  | Año  |
| -------------- | ------------ | ----- | ---- |
| Copa J. League | Júbilo Iwata | Japón | 2010 |
| Copa J. League | Urawa Reds   | Japón | 2016 |